# Песни Абая (фильм)
«Песни Абая» — советский художественный фильм, снятый режиссёрами Григорием Рошалем и Ефимом Ароном в 1945 году на Алма-Атинской киностудии художественных и хроникальных фильмов.
Экранизация романа Мухтара Ауэзова «Абай»
Премьера фильма состоялась 20 января 1946 года.

## Сюжет
Фильм о казахском поэте, композиторе, просветителе, мыслителе, общественном деятеле, основоположнике казахской письменной литературы и её первом классике Абае Кунанбаеве. Посвящён борцу за счастье своего народа, другу русских людей.
Абай сближается с русским ссыльным, учёным Нифонтом Долгополовым. Под влиянием их крепнущей дружбы формируются просветительские идеалы Абая. Но поэт ещё не свободен от власти старого патриархального быта, в казахской степи свирепствуют жестокие родовые законы, их жертвами становятся юная Ажар и её возлюбленный поэт Абай. Поэтому когда этого требуют обстоятельства, Абай выступает как подлинный борец.

## В ролях
- Калыбек Куанышбаев — Абай
- Капан Бадыров — Айдар
- Сералы Кожамкулов — Баймагамбет
- Елюбай Умурзаков — Эрден
- Шакен Айманов — Шарип
- Жагда Огузбаев — Абиш
- Сайфулла Тельгараев — Кокпай
- Камал Кармысов — Оспанов
- Рахия Койчубаева — Зейнеп
- Олег Жаков — Нифонт Иванович Долгополов
- Марат Сыздыков — Нарымбет
- Амина Умурзакова — Ажар
- Шолпан Джандарбекова — Магиш
- Зоя Таджитдинова — Карлыгаш

## Съёмочная группа
- Режиссёры — Григорий Рошаль, Ефим Арон
- Сценарий — Мухтар Ауэзов, Григорий Рошаль
- Главный оператор — Галина Пышкова
- Художник-постановщик — К. Ходжиков